# The Dead Rabbitts
The Dead Rabbitts ist eine 2011 gegründete Metalcore-Supergroup aus Phoenix, Arizona. Sie besteht aus Sänger Craig Mabbitt (Sänger von Escape the Fate), Leadgitarrist Alex Torres (ehemalig bei Eyes Set to Kill, Greeley Estates und Alesana), Bassist TJ Bell (ehemalig bei Motionless in White, aktuell bei Escape the Fate) und Schlagzeuger Rob Pierce. Ehemalige Musiker sind Kevin Gruft (Leadgitarre) von LoveHateHero, Augustus Cryns (Rhythmusgitarre), Brian O'Dawd, Tony Aguilera (The Word Alive) und Chris Julian (allesamt Schlagzeug).
Die Band veröffentlichte 2012 eine EP namens Edge of Reality in Eigenproduktion. Hierbei wurde die Gruppe von PledgeMusic und To Write Love on Her Arms unterstützt. Ende 2013 erfolgte die Unterschrift bei Tragic Hero Records, die die Kosten für die Produktion und Veröffentlichung des Debütalbums Everchanger übernahmen. Das Debütalbum stieg in offiziellen Albumcharts ein.

## Geschichte
Ende des Jahres 2011 kündigte Escape-the-Fate-Sänger Craig Mabbitt die Gründung eines neuen musikalischen Nebenprojektes an. Zudem gab er bekannt, dass das Musikprojekt im Februar 2012 eine erste Single veröffentlichen wolle, die von Caleb Shomo (ex-Attack! Attack!, Beartooth) produziert werde. Weitere Mitglieder sollten unter anderem Kevin Gruft von LoveHateHero, TJ Bell von Escape the Fate und ehemals bei Motionless in White sowie Alex Torres (ehemalig bei Eyes Set to Kill, Greeley Estates und Alesana) werden. Die Gruppe besteht heute aus Sänger Mabbitt, Bassist Bell, Gitarrist Torres und Schlagzeuger Rob Pierce.
Die Debüt-EP Edge of Reality wurde am 30. Oktober 2012 in Eigenregie veröffentlicht. Um die Kosten für die Produktion und Veröffentlichung dieser EP stemmen zu können, startete die Gruppe eine Kampagne auf der Crowdfunding-Plattform PledgeMusic, die von To Write Love on Her Arms unterstützt wurde. Diese EP wurde von Andrew Wade, der bereits mit A Day to Remember gearbeitet hatte, produziert. Einen Monat vor Herausgabe dieser EP tourte die Gruppe als Vorband für Get Scared entlang der Westküste der Vereinigten Staaten.
Im November 2013 wurde das Musikprojekt von der Independent-Plattenfirma Tragic Hero Records unter Vertrag genommen. Am 1. Juli 2014 wurde das Debütalbum Shapeshifter über das Label veröffentlicht. Im Juni und Juli 2014 tourte die Gruppe mit The Relapse Symphony durch die Vereinigten Staaten und Kanada. Shapeshifter stieg auf Platz 127 in den nationalen Albumcharts ein und hielt sich eine Woche lang dort auf.
Im November und Dezember 2014 tourte die Gruppe mit Our Last Night, Miss Fortune als Vorband für The Color Morale und The Word Alive erneut durch die Vereinigten Staaten. Diese Konzertreise umfasste 30 Shows.

## Stil
Die Musik von The Dead Rabbitts wird als „härter als die letzten Veröffentlichungen von Escape the Fate“ beschrieben, „welche sehr vom Hard- und Glam Rock beeinflusst wurden.“ Vergleichbar sei der Musikstil mit dem früheren Schaffen von Blessthefall, als Mabbitt dort noch als Sänger fungierte, namentlich His Last Walk aus dem Jahr 2007. Prägnant sind auch die melodischen Refrains.

## Diskografie

### EPs
- 2012: Edge of Reality
- 2019: Break the Static (Moria Records)
- 2025: Hellscape

### Alben
- 2014: Shapeshifter (Tragic Hero Records)
- 2017: This Emptiness (Tragic Hero Records)
- 2022: Rumination
- 2025: Redefined (Judge & Jury Records)